# San Felipe (La Estación)
San Felipe är en ort i Mexiko.   Den ligger i kommunen San Felipe och delstaten Guanajuato, i den centrala delen av landet, 300 km nordväst om huvudstaden Mexico City. San Felipe ligger 2 062 meter över havet och antalet invånare är 117.
Terrängen runt San Felipe är kuperad åt nordost, men åt sydväst är den platt. Runt San Felipe är det ganska glesbefolkat, med 31 invånare per kvadratkilometer. Närmaste större samhälle är San Felipe, 6,7 km väster om San Felipe. Trakten runt San Felipe består i huvudsak av gräsmarker.